# Cerodontha puertoricensis
Cerodontha puertoricensis este o specie de muște din genul Cerodontha, familia Agromyzidae, descrisă de Spencer în anul 1973.
Este endemică în Puerto Rico. Conform Catalogue of Life specia Cerodontha puertoricensis nu are subspecii cunoscute.